# 1995 AF
1995 AF är en asteroid i huvudbältet som upptäcktes den 2 januari 1995 av den japanska astronomen Takao Kobayashi vid Ōizumi-observatoriet.
Den tillhör asteroidgruppen Eunomia.